# Sinagoga di Užhorod

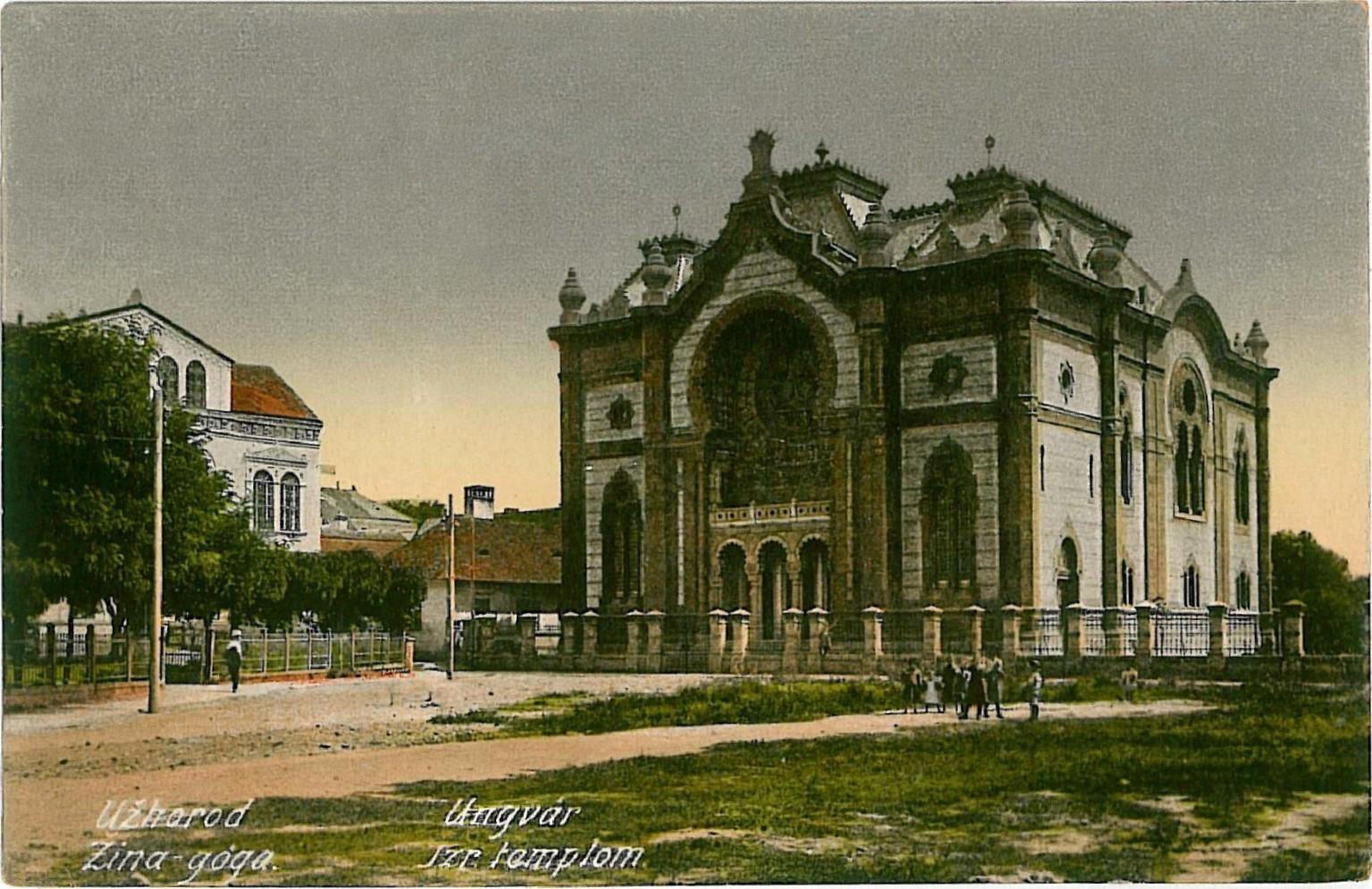
La sinagoga com'era

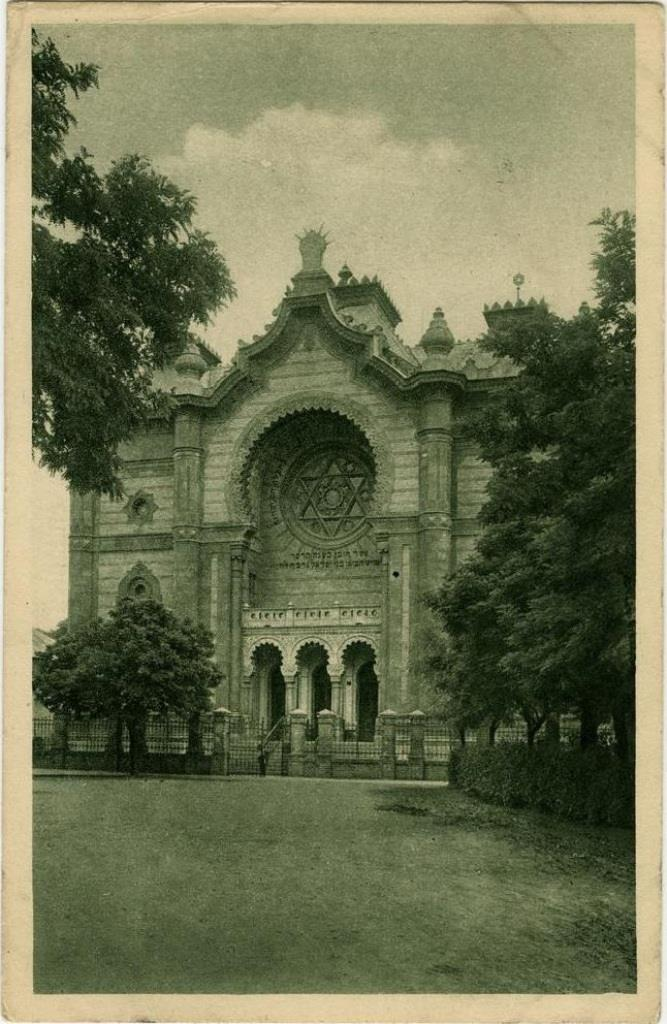
La facciata com'era

La sinagoga di Užhorod, costruita nel 1904 in stile neomoresco, era la principale sinagoga riformata di Užhorod (oggi in  Ucraina). Vandalizzata dai nazisti durante la seconda guerra mondiale, ma non demolita, nel dopoguerra è stata restaurata e riadattata a sala da concerto, destinazione che conserva tuttora.

## Storia e descrizione
A Užhorod esisteva una delle maggiori comunità ebraiche della regione.
Nel 1904, durante il regno di Galizia e Lodomiria, la comunità ebraica riformata della città mise mano alla costruzione di una sinagoga che ne rappresentasse al meglio le aspirazioni e il prestigio acquisito.
La sinagoga fu aperta il 27 luglio 1904.
La facciata è caratterizzata dal grande arcone neomoresco, nel quale dominava un grande rosone con l'immagine della stella di Davide. Al culmine della facciata erano collocate le tavole della legge.
L'interno era concepito in forma basilicale con un vestibolo di ingresso dal quale si accedeva alla sala di preghiera dove l'arca e il leggio erano collocati sulla parete frontale. Il matroneo si estendeva su tre lati. In totale la sinagoga poteva accomodare oltre 900 persone a sedere.
Durante la seconda guerra mondiale, la sinagoga fu gravemente danneggiata, ma l'edificio sopravvisse perché usato come stalla per i cavalli. L'Olocausto annientò la quasi totalità della popolazione ebraica locale.
Nel dopoguerra, durante il periodo sovietico, la sinagoga fu restaurata come sala da concerto. Ciò ha significato la salvezza e la conservazione dell'edificio, ma nel processo furono operate significative alterazioni della struttura. Tutti i simboli ebraici furono eliminati, a cominciare dal rosone della facciata. Il simbolismo delle tavole della legge è stato sostituito con quello musicale della lira. Anche l'interno ha subito importanti alterazioni. Nel 1974 una nuova struttura moderna è stata aggiunta su un lato dell'edificio: ospita un'altra sala di 360 posti, una sala-prove e altri uffici. La sinagoga è tutt'oggi sede dell'Orchestra filarmonica e del coro locali.
Nel 2012 una targa commemorativa in ricordo degli 85.000 ebrei della città e della regione che perirono nell'Olocausto, è stato collocata sulla facciata all'edificio.

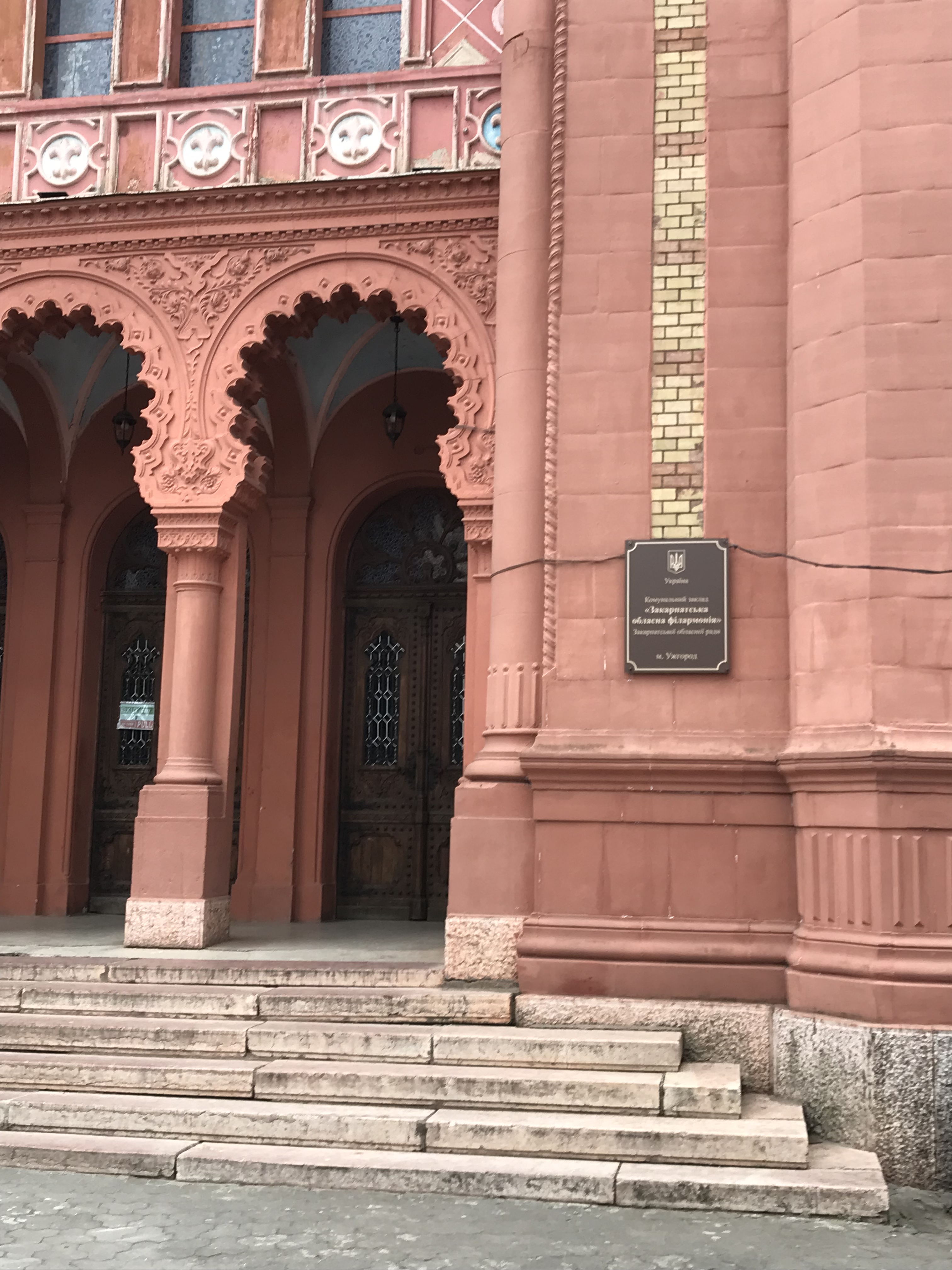
Targa sul lato